# Great Hans Lollik
Great Hans Lollik is een onbewoond privé-eiland in de Amerikaanse Maagdeneilanden. Het ligt ongeveer 2,5 km van Magens Bay op Saint Thomas.

## Geschiedenis
De naam van het eiland betekent "Hans van Lolland", in het Deens. In de 18e eeuw was er een katoenplantage op Great Hans Lollik. De ruïnes van het plantagehuis, slavenverblijven en andere gebouwen bevinden zich nog op het eiland. In de 20e eeuw werd het eiland verlaten. Vanaf 1964 hadden projectontwikkelaars plannen ontwikkeld om een toeristisch resort op het eiland te bouwen, maar het eiland stond vaak te koop, en wijzigde vele malen van eigenaar. In 2020 was het eigendom van U.S. Virgin Islands Properties, LLC uit Palo Alto, Californië, maar de uiteindelijke eigenaar is onduidelijk.

## Overzicht

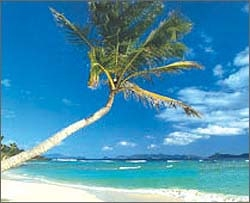
Coconut Bay

Great Hans Lollik is een heuvelachtig eiland met dichte palmbossen, witzandstranden en hoge klippen. Ten noorden van Great Hans Lollik ligt Little Hans Lollik, een eilandje van ongeveer 40 hectare. Beide eilanden zijn gescheiden door een ondiep kanaal.
Op Great Hans Lollik bevindt zich het strand Coconut Bay. De stranden van de Amerikaanse Maagdeneilanden zijn publiek toegankelijk. Coconut Bay wordt door schildpadden gebruikt om eieren te leggen. In juli 2020 werd het strand gebruikt door campeerders die werden opgeschrikt door 15 mannen in camouflagepakken die vanaf een heuvel op de verwilderde geiten schoten. Door de politie werd bevestigd dat er toestemming was om de geiten af te schieten omdat het een invasieve soort betreft, maar de campeerders spraken schande over de slachting.
Saint Croix · Saint John · Saint Thomas

Buck Island (Saint Croix) · Great Hans Lollik · Great Saint James · Hassel Island · Little Saint James · Protestant Cay · Thatch Cay · Water Island